# Embal
Embal är en ort i Indien.   Den ligger i distriktet Pudukkottai och delstaten Tamil Nadu, i den södra delen av landet, 2 100 km söder om huvudstaden New Delhi. Embal ligger 37 meter över havet och antalet invånare är 2 414.
Terrängen runt Embal är mycket platt. Runt Embal är det ganska tätbefolkat, med 192 invånare per kvadratkilometer. Närmaste större samhälle är Devakottai, 17,0 km sydväst om Embal. Trakten runt Embal består till största delen av jordbruksmark.